# Leptophyes
Wątlik (Leptophyes) – rodzaj owadów prostoskrzydłych z rodziny pasikonikowatych i podrodziny długoskrzydlakowych.
Są to nieduże owady o zielonym lub zielonobrunatnym ubarwieniu. Głowę ich cechują czterokrotnie dłuższe od ciała czułki i węższy od ich pierwszych członów wierzchołek ciemienia z bruzdą przez środek. Przedplecze ma bruzdę poprzeczną za środkiem długości oraz niewydłużony ku tyłowi dysk, którego tył częściowo nakrywa skrócone pokrywy. Śródpiersie i zapiersie pozbawione są trójkątnych płatów bocznych. Odnóża przedniej pary mają biodra bez kolców. Samca cechują proste lub zakrzywione przysadki odwłokowe oraz długa płytka subgenitalna. U samicy sierpowate pokładełko jest na końcu delikatnie ząbkowane.
Rodzaj eurazjatycki, na wschód sięgający Azji Środkowej i Pakistanu. W Polsce stwierdzono występowanie dwóch przedstawicieli tego rodzaju: wątlika prążkowanego i charłaja.
Takson ten wprowadzony został w 1853 roku przez F. Fiebera. Należy tu 20 opisanych gatunki:
- Leptophyes albovittata (Kollar, 1833) – wątlik prążkowany
- Leptophyes angusticauda Brunner von Wattenwyl, 1891
- Leptophyes asamo Pavićević & Ivković, 2014
- Leptophyes bolivari Kirby, 1906
- Leptophyes boscii Fieber, 1853
- Leptophyes calabra Kleukers, Odé & Fontana, 2010
- Leptophyes discoidalis (Frivaldszky, 1868)
- Leptophyes festae Giglio-Tos, 1893
- Leptophyes helleri Sevgili, 2004
- Leptophyes intermedia Ingrisch & Pavićević, 2010
- Leptophyes iranica (Ramme, 1939)
- Leptophyes karanae Naskrecki & Ünal, 1995
- Leptophyes laticauda (Frivaldszky, 1868)
- Leptophyes lisae Heller & Willemse, 1989
- Leptophyes nigrovittata Uvarov, 1921
- Leptophyes peneri Harz, 1970
- Leptophyes punctatissima (Bosc, 1792) – wątlik charłaj
- Leptophyes purpureopunctatus Garai, 2002
- Leptophyes sicula Kleukers, Odé & Fontana, 2010
- Leptophyes trivittata Bey-Bienko, 1950